# Cidaria ochripennis
Cidaria ochripennis là một loài bướm đêm trong họ Geometridae.